# Pastoor van Arskerk (Hopel)
De Pastoor van Arskerk was een kerkgebouw in de wijk Hopel in Kerkrade in de Nederlandse provincie Limburg. De kerk stond aan de Pastoor Schijnsstraat.
De kerk was gewijd aan Pastoor van Ars.

## Geschiedenis
In januari 1951 werd aangekondigd dat er een nieuwe parochiekerk moest komen in de wijk Hopel vanwege de sterke bevolkingsgroei. Als noodkerk werd het Kleine Kerkje gebruikt.
Op 14 juli 1957 legde men de eerste steen en begon de bouw naar het ontwerp van Jan Drummen.
Op 17 november 1957 nam men de kerk in gebruik en op 7 september 1959 vond de consecratie plaats.
Op 13 juni 1993 werd de kerk aan de eredienst onttrokken.
In de jaren 1990 werd de kerk gesloopt.

## Opbouw
Het niet-georiënteerde kerkgebouw was een rechthoekige zaalkerk. De zaalkerk had een zijbeuk. De plint was opgetrokken in kolenzandsteen, daarboven werd ze opgetrokken in baksteen.